# Walther Schmidt (Architekt)
Walther Schmidt (* 17. November 1899 in Hammelburg; † 24. April 1993 in München) war ein deutscher Architekt und Baubeamter.

## Leben
Von 1919 bis 1923 studierte er an der Technischen Hochschule München Architektur. Anschließend war er Mitarbeiter von Robert Vorhoelzer in der Postbauschule, die Bauabteilung, der Oberpostdirektion München. Von 1926 bis 1936 war Schmidt Regierungsbaumeister bzw. Postbaurat bei der Oberpostdirektion München. 1936 bis 1945 wechselte er als Ministerialrat in das Reichspostministerium in Berlin. In dieser Funktion verwirklichte er zahlreiche NS-Großprojekte, darunter den Sender Dobl.
Nach dem Zweiten Weltkrieg war er in Lindau als freier Architekt tätig und von 1951 bis 1967 Stadtbaurat in Augsburg, wo er sich vor allem mit dem Wiederaufbau der zerstörten Stadt beschäftigte. Seine Konzeption des Wiederaufbaus setzte auf eine „schöpferische Rekonstruktion“ des alten, jedoch mit deutlichen Eingriffen in die Stadtstruktur.
Außerdem war er 1949 der Herausgeber der Zeitschrift Bauen und Wohnen und 1958 bis 1974 Vorsitzender der Landesgruppe Bayern in der Akademie für Städtebau und Landesplanung in München. 1969 wurde er zum Ehrendoktor der Technischen Universität Hannover ernannt.
Walther Schmidt gehört zusammen mit Robert Vorhoelzer zu den Begründern der „Oberbayerischen Postbauschule“, die insbesondere in den 1920er Jahren für zahlreiche Postbauten im Stil des Neuen Bauens verantwortlich waren. Zahlreiche Amtsgebäude im Stil der Neuen Sachlichkeit in München und Augsburg wurden von Schmidt geplant und realisiert.

## Werk
- 1924–1926: Paketzustellamt an der Arnulfstraße in München (zusammen mit Robert Vorhoelzer)
- 1927: Kraftposthaltestelle in München
- 1928/1929: Versuchssiedlung des Bayerischen Post- und Telegraphenverbandes in München
- 1929–1932: Post- und Wohngebäude am Goetheplatz in München (zusammen mit Franz Holzhammer)
- 1933/1934: Telegrafen- und Fernsprechbezirksgebäude (zusammen mit Franz Holzhammer und Max Delefant)
- 1935: Fernsprechbezirksgebäude Berchtesgaden (zusammen mit Franz Holzhammer)
- 1936/1937: Postamt Berchtesgaden (zusammen mit Franz Holzhammer und Hans Schnetzer)
- 1950–1952: Haus des deutschen Kunsthandwerks in Frankfurt am Main (zerstört)
- 1954–1956: Verwaltungsgebäude der Stadtwerke Augsburg
- 1954–1956: Wiederaufbau des Augsburger Stadttheaters
- 1958: Anbau zum Haus des deutschen Kunsthandwerks in Frankfurt am Main (2012 abgebrochen)

## Auszeichnungen
Im November 1954 wurde ein Ausstellungsbau für das Deutsche Kunsthandwerk auf dem Messegelände in Frankfurt am Main von einer Jury, die vom Bund Deutscher Architekten und dem Hessischen Minister der Finanzen einberufen war, als „vorbildlicher Bau im Lande Hessen“ ausgezeichnet. Der Jury gehörten folgende Architekten an: Werner Hebebrand, Konrad Rühl, Sep Ruf und Ernst Zinsser. An dem Bau waren neben Walther Schmidt die Architekten Gottlob Schaupp und Boris von Bodisco beteiligt.

## Schriften
- Ein Architekt geht über Feld. Betrachtungen zur Baugestaltung. Ravensburg 1947.
- Amtsbauten aus Betriebsvorgängen gestaltet, dargestellt am Beispiel der Bayerischen Postbauten. Ravensburg 1949.
- Bauen mit Ruinen. Gestaltungsfragen bei der Einbeziehung von Ruinen kriegszerstörter bedeutender alter Bauwerke in neue Bauzusammenhänge. Ravensburg 1949.
- Neues Bauen in Augsburg. Augsburg 1955.
- Altstädte in Gefahr. München 1975